# Darren Hardy
Darren Hardy (n. 1 de febrero de 1971) es un autor estadounidense, orador, mentor y anteriormente editor de la revista SUCCESS. Hardy es uno de los autores con más ventas del New York Times. Entre sus obras se encuentran La montaña rusa del emprendedor, Living your best year ever y El Efecto Compuesto.

## Carrera
Hardy empezó su primer negocio con 18 años. Se ha convertido en una figura mediática en el mundo del éxito en los negocios durante más de 20 años. En 2007 se convirtió en el editor de la revista SUCCESS y los medios asociados. En diciembre de 2015, Hardy anunció que dejaba la revista SUCCESS como editor para perseguir otras oportunidades. Justo después dio el salto a la televisión, consiguiendo puestos ejecutivos en redes de televisión. Fue productor ejecutivo y distribuidor de The People's Network (TPN) y presidente de The Success Training Network (TSTN). Darren Hardy es muy conocido por su popular libro "El Efecto Compuesto" que es todavía citado por los críticos como su mejor trabajo hasta la fecha.

## RevistaSuccess
Success era una revista relacionada con el mundo de los negocios y autoayuda para emprendedores. Entre los contenidos se incluían CD con contenido motivacional de varios colaboradores. La revista era distribuida en Estados Unidos, y tuvo una base de índice de 402,883 y más de 799,000 lectores tan de 2015. En febrero de 2018, Success cerró y despidió a 18 empleados incluyendo trabajadores a tiempo completo, escritores y fotógrafos.

## Escritura
En 2010, Hardy escribió El Efecto Compuesto, un libro sobre el impacto de decisiones diarias qué incluye una guía para conseguir objetivos. En 2011, escribe Living Your Best Year Ever, el cual es un sistema diario para diseñar y conseguir objetivos. En 2015, escribe La montaña rusa del emprendedor, el cual perfila los retos del negocio empresarial para emprendedores.